# Тимофеевка (Крым)
Тимофе́евка (укр. Тимофіївка, крымскотат. Timofeyevka, Тимофеевка) — село в Джанкойском районе Республики Крым, входит в состав Мирновского сельского поселения (согласно административно-территориальному делению Украины — Мирновского сельского совета Автономной Республики Крым).

## Население
| 2001 | 2014 |
| ---- | ---- |
| 417  | ↘414 |

Всеукраинская перепись 2001 года показала следующее распределение по носителям языка
| Язык             | Процент |
| ---------------- | ------- |
| крымскотатарский | 85.13   |
| русский          | 9.35    |
| украинский       | 3.6     |
| белорусский      | 1.44    |

### Динамика численности
- 1926 год — 53 чел.[10]
- 1989 год — 192 чел.[11]
- 2001 год — 417 чел.[12]
- 2009 год — 418 чел.[13]
- 2014 год — 414 чел.[14]

## Современное состояние
На 2017 год в Тимофеевке числится 3 улицы и 1379 Разъезд; на 2009 год, по данным сельсовета, село занимало площадь 37,4 гектара на которой, в 113 дворах, проживало 418 человек. В селе действуют средняя общеобразовательная школа

## География
Тимофеевка — село в центре района, в степном Крыму, высота центра села над уровнем моря — 22 м. Ближайшие сёла: Новостепное и Озёрное — в 1,2 километра на восток, Ближнегородское в 2 км на юг-восток, Рысаково в 2,5 километра на запад и Константиновка в 0,3 км на север. Расстояние до райцентра — около 8,5 километров (по шоссе), там же ближайшая железнодорожная станция. Транспортное сообщение осуществляется по региональной автодороге 35Н-171 Джанкой — Гвардейское (по украинской классификации — С-0-10477).

## История
Судя по доступным историческим документам, Тимофеевка образована в начале 1920-х годов, так как на карте 1922 года ещё не обозначена, а, согласно Списку населённых пунктов Крымской АССР по Всесоюзной переписи 17 декабря 1926 года, в селе Тимофевка, Немецко-Джанкойского сельсовета Джанкойского района, числилось 9 дворов, из них 8 крестьянских, население составляло 53 человека, из них 29 украинцев, 23 русских, 1 татарин. После образования в 1935 году Тельманского района село, вместе с сельсоветом (к тому времени он назывался просто Джанкойский) включили в его состав.
В 1944 году, после освобождения Крыма от фашистов, 12 августа 1944 года было принято постановление № ГОКО-6372с «О переселении колхозников в районы Крыма» и в сентябре 1944 года в район приехали первые новоселы (27 семей) из Каменец-Подольской и Киевской областей, а в начале 1950-х годов последовала вторая волна переселенцев из различных областей Украины. С 25 июня 1946 года Тимофеевка в составе Крымской области РСФСР. С 1951 года местный колхоз объединили с близлежащими в колхоз им. Мичурина. 26 апреля 1954 года Крымская область была передана из состава РСФСР в состав УССР. Время включения в Выселковскский (с 1963 года — Днепровский) сельсовет пока не выяснено: на 15 июня 1960 года село уже числилось в его составе. С 1962 года село стало относиться к совхозау «Мичуринец». 1 января 1965 года, указом Президиума ВС УССР «О внесении изменений в административное районирование УССР — по Крымской области», Тимофеевку вновь включили в состав Джанкойского района. С 1979 года село в составе Мирновского совета. По данным переписи 1989 года в селе проживало 192 человека. С 12 февраля 1991 года село в восстановленной Крымской АССР, 26 февраля 1992 года переименованной в Автономную Республику Крым. В 1997 году совхоз «Мичуринец» был реорганизован в КСП, а в 2000 году — в СООО «Мичуринец». С 21 марта 2014 года в составе Крыма аннексирована Россией.